# Chlumetia ioda
Chlumetia ioda là một loài bướm đêm trong họ Noctuidae.